# Florence Blumenthal
Pour les articles homonymes, voir Blumenthal.
Florence Blumenthal, née Florence Meyer le 29 mai 1873 à Los Angeles et morte le 21 septembre 1930 dans le 16e arrondissement de Paris, est une philanthrope américaine.

## Biographie
Florence Meyer est issue d'une riche famille juive américaine. Fille de Marc Eugene Meyer, elle est la sœur de Eugene Meyer.
En 1898, elle épouse le banquier allemand George Blumenthal (1858-1941) et crée avec lui, en 1919, la Fondation américaine Blumenthal pour la pensée et l'art français, à Paris. De 1919 à 1954, cette fondation, qui a pour objectif de découvrir et de promouvoir outre-Atlantique de jeunes artistes français, récompensera des peintres, des sculpteurs, des décorateurs, des graveurs, des écrivains et des musiciens, tels le sculpteur Paul Belmondo, les peintres Paul Charlemagne, Émile Bouneau, Maurice Georges Poncelet ou Eugène Dabit, le graveur Robert Cami, la créatrice de tissus Paule Marrot, les écrivains Marcel Aymé et Maurice Genevoix.
Son portrait par Giovanni Boldini appartient à la collection du musée d'Orsay. Il est actuellement en dépôt à l'ambassade de France à Vienne.

### Après sa mort
Après le décès de Florence Blumenthal en 1930, son époux continuera à œuvrer dans le domaine de l'art et de la santé : il sera tour à tour président du Metropolitan Museum of Art, président du Mount Sinaï Hospital à New York et président de l'hôpital américain de Paris.

## Le pavillon Blumenthal de l'hôpital Necker

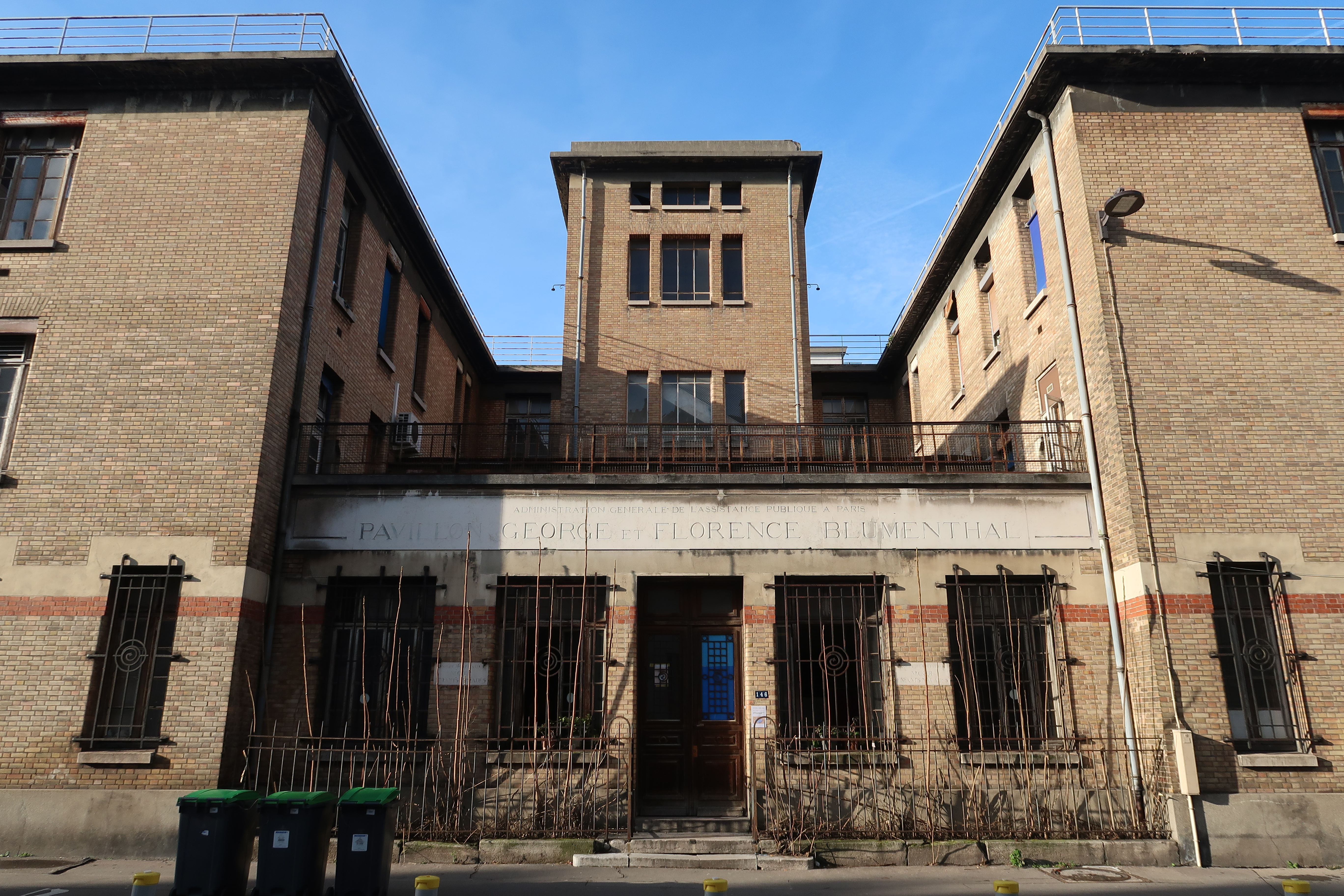
Le pavillon Blumenthal.

Reconnaissants pour la qualité des soins donnés à leur fils par le professeur Le Mée, les Blumenthal font un don important à l'hôpital Necker-Enfants malades de Paris en 1925 pour la construction d'un nouveau bâtiment d'ORL. Le pavillon Blumenthal est construit en 1926, puis surélevé en 1936. Ce sera pendant longtemps le pavillon le plus moderne et le plus accueillant de l'hôpital Necker-Enfants malades.
Dédié principalement à la consultation ORL, c'est un centre d'urgence très novateur pour l'époque, spécialisé dans l'extraction de corps étrangers et fonctionnant 24 heures sur 24, comme le Children's Hospital of Philadelphia (en) aux États-Unis.
Il est situé 146 rue de Vaugirard (15e arrondissement de Paris).